# 量子计算机
量子计算机（英語：Quantum computer）是一种使用量子力学進行通用計算的設備。但這与电子计算机（或稱傳統電腦）不同，量子計算用來儲存數據的對象是量子位元，它使用量子演算法操作數據。然而，与经典计算机的比特只能处于两个状态之一（0或1）不同，量子比特可以处于这两个基态之间的叠加态，也就是说，它可以以一种抽象意义上的“中间状态”同时表现出两种基态的特性（即同时为0和1）。当对量子比特进行测量时，结果是一个经典比特的概率性输出。如果量子计算机以特定方式操控量子比特，就可以利用波的干涉效应来放大期望的测量结果。量子算法的设计正是围绕如何构造这样的操作流程，使得量子计算机能够高效、快速地完成计算任务。
马约拉纳费米子就是它自己的反粒子，这一属性或許就是制造和實現量子计算机的关键。但量子计算机目前尚未达到可广泛应用于现实世界的实用阶段。构建高品質量子比特在工程上仍面临诸多挑战。如果一个物理量子比特无法充分与环境隔离，就会因为噪音影响计算过程而发生量子退相干。
各国政府已在该领域投入大量资金，支持旨在开发具备更长相干时间和更低错误率的可扩展量子比特的实验研究。目前的实现方案包括：
- 超导量子比特（通过消除电阻实现电流的完美隔离）
- 离子阱（利用电磁场束缚单个原子粒子）
- 中性原子（利用光镊精确排列中性原子阵列，通过激光诱导Rydberg态实现量子比特间相互作用）
- 光子（利用单光子的偏振、路径等量子态编码信息，通过干涉和测量实现量子操作）

量子计算机在輿論中有時被過度渲染成無所不能或速度快數億倍等，其實這種電腦是否強大，需要视問題而定。若該問題已經有提出速算的量子演算法，只是仍然存在困難或受限於傳統電腦無法執行，那量子计算机確實能達到前所未有的高速；若是沒有發明演算法的問題，則量子计算机表現與傳統计算机無異甚至更差。

## 历史
隨著计算机科学的發展，史蒂芬·威斯納在1969年最早提出「基於量子力學的計算設備」。而关于「基於量子力學的信息處理」的最早文章則是由亞歷山大·豪勒夫（1973）、帕帕拉維斯基（1975）、羅馬·印戈登（1976）和尤里·马宁（1980）年發表。史蒂芬·威斯納的文章發表於1983年。1980年代一系列的研究使得量子计算机的理論變得豐富起來。1982年，理查德·費曼在一個著名的演講中提出利用量子體系實現通用計算的想法。緊接著1985年大衛·杜斯提出了量子圖靈機模型。人們研究量子计算机最初很重要的一個出發點是探索通用計算機的計算極限。當使用計算機模擬量子現象時，因為龐大的希爾伯特空間而資料量也變得龐大。一個完好的模擬所需的運算時間則變得相當长，甚至是不切實際的天文數字。理查德·費曼當時就想到如果用量子系統所構成的計算機來模擬量子現象則運算時間可大幅度減少，從而量子计算机的概念誕生。半導體靠控制積體電路來記錄及運算資訊，量子電腦則希望控制原子或小分子的狀態，記錄和運算資訊。
量子计算机在1980年代多處於理論推導狀態。1994年彼得·秀爾提出量子質因數分解演算法後，證明量子電腦能運算离散對數，而且速度遠勝傳統電腦。因為量子不像半導體只能記錄0與1，可以同時表示多種狀態。如果把半導體比喻成單一樂器，量子電腦就像交響樂團，一次運算可以處理多種不同狀況，因此，一部40位元的量子電腦，就能在很短时间内解開1024位元電腦花數十年解決的問題。因其對於現在通行於銀行及網路等處的RSA加密演算法可以破解而構成威脅，量子计算机成了熱門話題。此外，对于广泛使用的非结构化搜索，1996年提出的格罗弗算法让量子计算机也能加速处理这类问题。
除了理論之外，也有不少學者著力於利用各種量子系統來實現量子计算机。
2024年1月6日，中国大陆第三代自主超导量子计算机“本源悟空”，在本源量子正式上线运行。该计算机搭载72位自主超导量子芯片“悟空芯”，是当时大陆最先进的可编程、可交付超导量子计算机。2025年4月，在“本源悟空”上，实现了全球首次十亿级参数AI大模型微调任务。同年7月，“本源悟空”已在中国多地投入商业运营。

## 基本概念

量子位元由受控粒子和控制方法組成(比如，捕獲顆粒的設備能將他們從一個狀態切換到另一個狀態).

傳統计算机即按一定算法变换输入信号序列的机器，其算法由计算机的内部逻辑电路实现。
1. 输入态和输出态都是傳統信号，用量子力学的语言来描述，也即是：其输入态和输出态都是某一力学量的本征态。如输入二进制序列{\displaystyle 0110110}，用量子记号，即{\displaystyle \left|0110110\right\rangle }。所有的输入态均相互正交。对傳統计算机不可能输入如下叠加态：{\displaystyle c_{1}\left|0110110\right\rangle +c_{2}\left|1001001\right\rangle }。
2. 傳統计算机的每一步变换都演化为正交态，而一般的量子变换没有这性质，因此，傳統计算机中的变换（或计算）只对应量子變換中的一类特殊集。

量子计算机擴展了傳統计算机原有的限制。流行的量子计算模型以量子閘（量子逻辑閘）网络描述计算。量子计算机的输入用一个具有有限能级的量子系统来描述，如二能级系统（称量子位元（qubits）），量子计算机的变换（即量子计算）包括所有可能的正变换。
1. 量子计算机的输入态和输出态为一般的叠加态，其相互之间通常不正交；
2. 量子计算机的变换为所有可能的正变换。得出输出态之后，量子计算机对输出态进行一定的测量，從而得到计算结果。

傳統计算是一类特殊的量子计算，量子计算对傳統计算作了极大的扩充，其最本质的特征为量子叠加性和量子相干性。量子计算机对每一个叠加分量实现的变换相当于一种经典计算，所有这些傳統计算同时完成，并按一定的概率振幅叠加起来，给出量子计算机的输出结果。这种计算称为量子并行计算。

## 研究进展

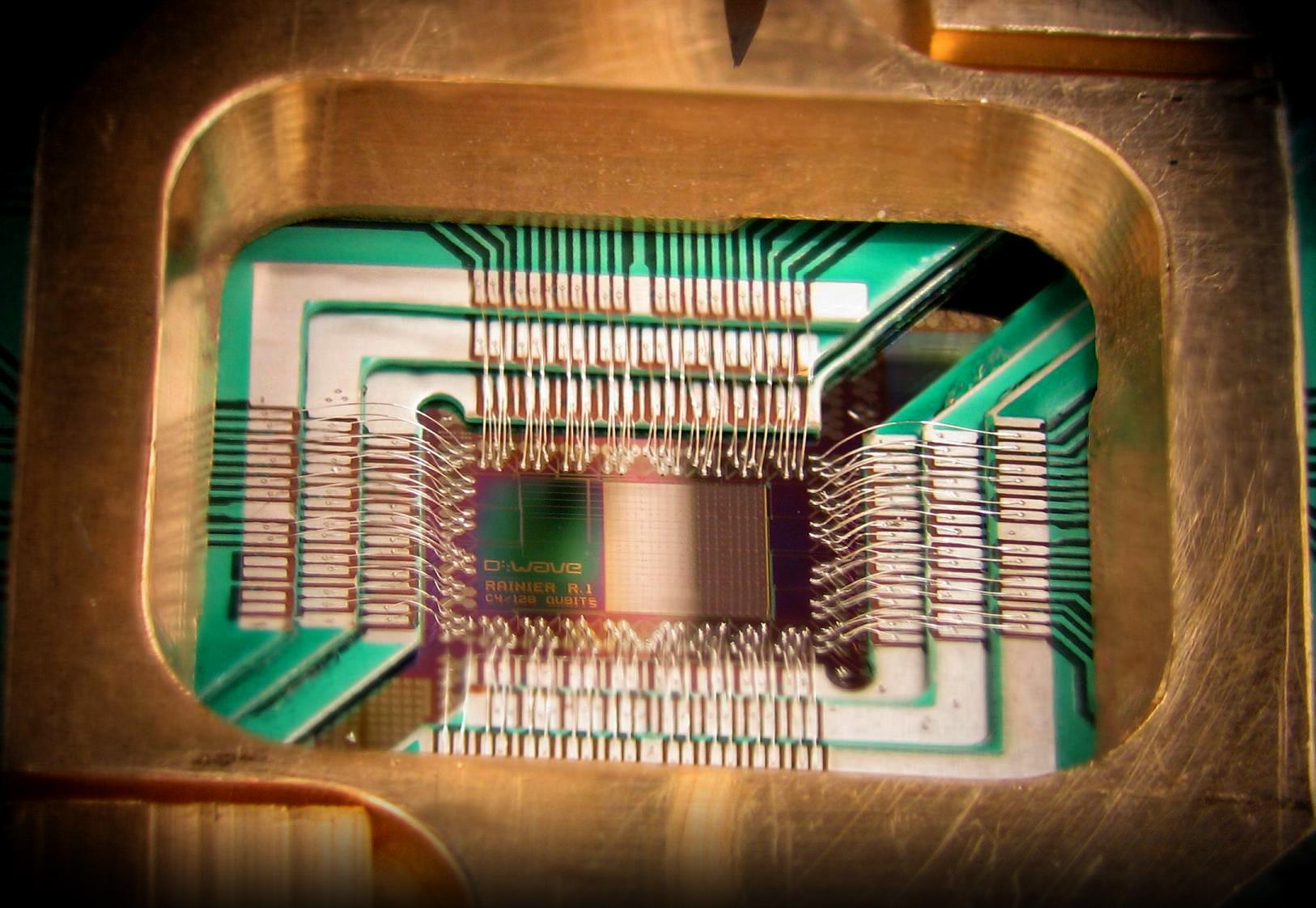
D-Wave 系統公司發布的計算設備

一般認為量子计算机仍處於研究階段。然而2011年5月11日加拿大的D-Wave 系統公司發布了一款號稱“全球第一款商用量子计算机”的計算設備“D-Wave One”，含有128個量子位。2011年5月25日，洛克希德·馬丁同意購買D-Wave One。南加州大學洛克希德馬丁量子電腦研究中心（USC-Lockheed Martin Quantum Computation Center）證明D-Wave One不遵循古典物理學法則的模擬退火（simulated annealing）運算模型，而是量子退火法。該論文《可編程量子退火的實驗特性》（Experimental Signature of Programmable Quantum Annealing）發表於《自然通訊》（Nature Communications）期刊。該量子設備是否真的實現了量子計算目前還沒有得到學術界廣泛認同，只能有證據顯示D-Wave系統在運作時邏輯不同於傳統電腦。
2013年5月D-Wave 系统公司宣称NASA和Google共同预定了一台采用512量子位的D-Wave Two量子计算机。該電腦執行特定演算法時比傳統電腦快上億倍，但換用演算法解相同問題時卻又輸給傳統電腦，所以實驗色彩濃厚並延續了學術界爭論。
2013年5月，谷歌和NASA在加利福尼亚的量子人工智能实验室发布D-Wave Two。
2015年5月，IBM在量子運算上取得兩項關鍵性突破，開發出四量子位元型電路（four quantum bit circuit），成為未來10年量子電腦基礎。另外一項是，可以同時發現兩項量子的錯誤型態，分別為bit-flip（位元翻轉）與phase-flip（相位翻轉），不同於過往在同一時間內只能找出一種錯誤型態，使量子電腦運作更為穩定。
2015年10月，新南威爾斯大學首度使用硅製作出量子閘。
2016年8月，美国马里兰大学学院市分校发明世界上第一台由5量子位元组成的可编程量子计算机。
2017年5月，中国科学院宣佈制造出世界首台超越早期经典计算机的光量子计算机，研发了10位元超导量子线路样品，通过高精度脉冲控制和全局纠缠操作，成功实现了目前世界上最大数目的超导量子位元多体纯纠缠，并通过层析测量方法完整地刻画了十位元量子态。此原型機的「玻色取樣」速度比國際同行之前所有實驗機加快至少24000倍，比人類歷史上第一台電子管計算機（ENIAC）和第一台晶體管計算機（TRADIC）運行速度快十至一百倍，雖然還是緩慢但已經逐步跨入實用價值階段。
2017年7月，美國哈佛大學的米哈伊爾·盧金（Mikhail Lukin）團隊宣佈研製出一臺由51個中性原子構成的量子模擬器，並在莫斯科量子技術國際會議上發表相關成果。該量子模擬器使用激光冷卻的中性原子，並通過光鑷排成陣列，利用激光激發原子進入Rydberg態以產生可控相互作用。這是中性原子類量子計算技術路線首次實現超過50個可控量子比特的里程碑成果，對後來QuEra，Atom Computing等中性原子量子計算平台的發展具有重要影響。。
2018年6月，英特爾宣佈開發出新款量子晶片，稱使用五十纳米的量子位元運算，並已在接近攝氏零下273.15度的絕對零度中測試。
2019年1月8日，IBM在消費電子展（CES）上展示了已开发的世界首款商业化量子计算机IBM Q System One但其基本只有實驗研究價值，沒有超越傳統電腦的實用性。同年10月谷歌製造的一台“悬铃木”（Sycamore）量子電腦，聲稱超越了傳統電腦，實現量子霸權，而隔日IBM投書稱該電腦是宣傳性譁眾取寵產品，運作方式依然沒有超出目前量子科技範圍，其只在特定條件特定問題下的一種實驗問題結果，而傳統電腦只要更換演算法就能達到同樣效果，成本還更低、正確率更高，這被科技期刊稱為「量子門」爭議事件，德州大学奥斯汀分校理论计算机科学家斯科特·阿伦森則保守中立认为，虽谷歌成果实用有限“但假设它是成立的，那么科学象徵成就是巨大的。”因為代表量子電腦取代傳統電腦有其可能。谷歌首席執行長孙达尔·皮柴的立場則是承認這次實驗沒有實用性，但具有萊特兄弟第一架飛機意義，證實飛機此一概念是有可能。
2020年8月，Google的研究團隊發表論文，公佈其研發的Sycamore量子處理器成功模擬了化學反應，打破了過去化學量子計算規模的記錄。雖然模擬的是較為基礎的氮氫反應，但此項研究證明量子電腦在化學模擬的實用性，研究團隊並希望將量子模擬的演算法擴大到更複雜更大分子的化學反應中。
2020年9月5日，中国科学技术大学常务副校长、中国科学院院士潘建伟教授在公开课演讲上向公众透露光量子计算机最新进展：已经实现了光量子计算性能超过谷歌53比特量子计算机的100万倍。
2020年12月4日，中国科学技术大学发表使用76粒光子運算的量子计算机九章，并宣佈实现量子优越性。台湾的“微系統暨奈米科技協會”解释说，「九章」所使用到的「玻色子取樣機」（Boson sampling）並不同於量子位元電腦，雖能提供通往高速量子計算的捷徑，但該取樣機僅執行一種固定任務，它是由分光鏡組成的網路，能將抵達平行輸入埠的一組光子轉換成由平行輸出埠離開的第二組光子，玻色子取樣便是用來計算光子輸入輸出組態之間對應的機率。「玻色子取樣機」（Boson sampling）是2011年麻省理工學院的斯科特·阿伦森和亚历克斯·阿基波夫（Alex Arkhipov）所提出的裝置，能提供通往高速量子計算的“捷徑”。玻色子取樣是一種替代方案，並不是通用的量子計算。
2022年4月18日，英特爾（Intel）宣佈，該公司偕同來自荷蘭台夫特理工大學，以及荷蘭國家應用科學院共同創立的量子技術研究機構 QuTech，由雙方研究人員所組成的先進量子運算研究中心，在美國奧勒岡州希爾斯伯勒的英特爾 D1 製造工廠，成功地首次大規模生產矽量子位元。
2023年5月16日，中国玻色量子发布了其自研的100量子比特相干光量子计算机——“天工量子大脑”。据称，该机有100量子比特，达到当时国际领先水平。它可以解决最多超过100个变量的数学问题，并具备完整的可编程能力。其求解速度超过经典算法100倍，且求解问题的计算复杂度越高，其量子优势越明显。
2024年12月9日，Google宣布，其105量子比特的“Willow”超导量子处理器在实现表面码量子纠错方面取得重大突破。该处理器首次在扩展系统中实现多个逻辑量子比特，并展示了随着逻辑量子比特数量增加，逻辑错误率呈指数下降的趋势，标志着向实用量子计算迈出关键一步。一周后，中国科学技术大学也宣布其研发的“祖冲之三号”量子芯片实现类似的表面码量子纠错突破。
2025年2月，微软发布了名“Majorana 1”量子处理器，声称是全球首款由拓扑量子比特驱动的量子处理器。该处理器利用Majorana 零能模（MZMs）构建拓扑量子比特，实现更稳定、可扩展的量子计算。然而，部分科学家对微软的成果持谨慎态度，指出实验结果可能并非真正的拓扑态，需进一步验证。
2025年3月，D-Wave系统公司宣布，其最新一代退火量子计算机Advantage 2的原型机在复杂磁性材料的模拟计算方面取得突破，标志着量子计算在材料科学等领域的实用潜力。

## 量子密码学与网络安全
量子计算在密码学与网络安全领域具有重要的潜在应用。量子密码学基于量子力学原理，提供了抗窃听的安全通信方式的新途径。例如，量子密钥分发（QKD）协议（如 BB84）能在通信双方之间安全地交换加密密钥，确保通信的机密性与完整性。此外，量子随机数生成器（QRNG）能够生成高质量的随机数，对加密系统的安全性也至关重要。
然而，量子计算也对传统密码体系构成了重大挑战。秀尔算法作为因数分解的量子算法，理论上能够破解依赖大整数分解难题的主流公钥密码算法，如 RSA。为应对这一威胁，后量子密码学正积极研发既能抵御传统计算机攻击，也能抵御量子计算攻击的加密算法，这是当前研究的重点方向。在量子计算迅速发展的背景下，量子密码学与后量子密码学的持续研究对保障通信与数据安全具有关键意义。新型量子密钥分发协议的开发、量子随机数生成技术的改进、以及后量子加密算法的标准化工作，将在量子时代持续发挥维护信息机密性与完整性的核心作用。

## 参見
- 量子力学
- 量子技術
- 量子图灵机
- 量子算法
- 秀尔算法
- 量子比特
- 量子编程
- 本征态
- 叠加态
- 量子闸
- 量子信息科学
- 量子计算优越性
- 先竊取，後解密

## 外部連結
- Stanford Encyclopedia of Philosophy: "Quantum Computing （页面存档备份，存于）" by Amit Hagar.
- Quantiki – Wiki and portal with free-content related to quantum information science. 
  - Basic concepts
- Scott Aaronson's blog （页面存档备份，存于） （页面存档备份，存于）, which features informative and critical commentary on developments in the field
- D-Wave thinks it has built the world's first commercial quantum computer. Mother Nature has other ideas （页面存档备份，存于）, in the January 2014 issue of Inc. magazine
- Quantum Annealing and Computation: A Brief Documentary Note （页面存档备份，存于）, A. Ghosh and S. Mukherjee
- Maryland University Laboratory for Physical Sciences: conducts researches for the quantum computer-based project led by the NSA, named 'Penetrating Hard Target'.
- Visualized history of quantum computing （页面存档备份，存于）
- Quantum Annealing and Analog Quantum Computation by Arnab Das and BK Chakrabarti  （页面存档备份，存于）
- Joseph B. Altepeter (2010). "A tale of two qubits: how quantum computers work" （页面存档备份，存于）. Ars Technica.

布洛赫球面乃一種對於二階量子系統之純態空間的幾何表示法，是建立量子電腦的基礎。

- Quantum computing for the determined （页面存档备份，存于） – 22 video lectures by Michael Nielsen
- Video Lectures （页面存档备份，存于） by David Deutsch
- Lectures at the Institut Henri Poincaré (slides and videos) （页面存档备份，存于）
- Online lecture on An Introduction to Quantum Computing, Edward Gerjuoy (2008)
- YouTube上的Quantum Computing research by Mikko Möttönen at Aalto University (video)